# Bierenbroodspot
Bierenbroodspot is een van oorsprong Nederlandse achternaam. De naam komt van de bier- en broodspot, een 17e-eeuws maal van verwarmd, dun bier met gebrokkeld roggebrood. Naamdragers ontleenden de naam mogelijk aan een uithangbord of gevelsteen die naar de maaltijd verwees.

## Aantallen naamdragers

### Nederland
In Nederland kwam de naam in 2007 162 keer voor. De grootste concentratie woonde toen in Velsen met 0,0135% van de bevolking daar. 

### België
In België was de naam in 2008 uitgestorven. In 1998 woonde er nog een naamdrager in Overijse.

## Nederlandse personen
- Gerti Bierenbroodspot (1940), beeldend kunstenaar
- Pepijn Bierenbroodspot (1965), presentator en voice-over.
- Tristan Bierenbroodspot (1988), golfprofessional